# Torneo de Hong Kong
El Torneo de Hong Kong es un torneo de tenis incluido tanto en el circuito de la ATP, como en el de la WTA. Organizado por la Asociación de Tenis de Hong Kong, se celebra anualmente a principios de octubre en el recinto Victoria Park de Causeway Bay, sobre superficie dura cubierta a comienzos de enero.
El Hong Kong Tennis Open se llamaba anteriormente Salem Open y comenzó en el año 1973, aunque se suspendió en 2002. El torneo se reanudó en septiembre de 2014 en Hong Kong. En junio de 2023 la ATP confirmó el regreso del torneo a partir del 2024.

## Historia
El Hong Kong Open (también conocido como Salem Open) también fue anteriormente un torneo de tenis masculino que se celebró en Hong Kong en el Grand Prix Tennis Circuit de (1973-1987) y el ATP Tour de (1990-2002). Los jugadores compitieron en el Victoria Park Tennis Centre, en canchas duras al aire libre. Michael Chang ostentó el récord de victorias con tres títulos.
En 2001, al igual que con la legislación que restringe el patrocinio del tabaco, los organizadores alteraron polémicamente su logotipo oficial para incluir el logotipo de Perrier, lo que provocó que los activistas antitabaco afirmaran que los organizadores explotaron una laguna jurídica en su cláusula de patrocinio.
El torneo masculino fue sustituido en 2003 por el Torneo de Bangkok. También se celebró una competición femenina en Hong Kong de 1980 a 1982; y luego una vez más en 1993, como evento de Nivel IV del WTA Tour. Wendy Turnbull ganó dos títulos en esta competición. A partir de 2014, el Hong Kong Open volvió a celebrarse como evento internacional de la WTA y desde entonces ha atraído a muchas jugadoras de primer nivel.
En 2019, el torneo fue cancelado debido a las protestas en Hong Kong de 2019-20. En las ediciones del 2020 y 2021, fue cancelado debido a la pandemia de COVID-19 en Hong Kong. Debido a las preocupaciones sobre la seguridad y el bienestar de la tenista Peng Shuai después de sus acusaciones de agresión sexual contra el líder del Partido Comunista Chino, Zhang Gaoli, todos los eventos de la WTA en China, incluido Hong Kong, fueron suspendidos indefinidamente.
Como anunció la Asociación de Tenistas Profesionales en junio de 2023, el torneo masculino se trasladó desde Pune y regresó a Hong Kong en enero de 2024.

## Palmarés

### Individual masculino
| Año        | Campeón                        | Subcampeón                     | Resultado                      |
| ---------- | ------------------------------ | ------------------------------ | ------------------------------ |
| 1973       | Rod Laver                      | Charlie Pasarell               | 6-3, 3-6, 6-2, 6-2             |
| 1974       | Final suspendida por la lluvia | Final suspendida por la lluvia | Final suspendida por la lluvia |
| 1975       | Tom Gorman                     | Sandy Mayer                    | 6-3, 6-1, 6-1                  |
| 1976       | Ken Rosewall                   | Ilie Năstase                   | 1-6, 6-4, 7-6, 6-0             |
| 1977       | Ken Rosewall                   | Tom Gorman                     | 6-3, 5-7, 6-4, 6-4             |
| 1978       | Eliot Teltscher                | Pat Dupré                      | 6-4, 6-3, 6-2                  |
| 1979       | Jimmy Connors                  | Pat Dupré                      | 7-5, 6-3, 6-1                  |
| 1980       | Ivan Lendl                     | Brian Teacher                  | 5-7, 7-6, 6-3                  |
| 1981       | Van Winitsky                   | Mark Edmondson                 | 6-4, 6-7, 6-4                  |
| 1982       | Pat Dupré                      | Morris Skip Strode             | 6-3, 6-3                       |
| 1983       | Wally Masur                    | Sammy Giammalva Jr.            | 6-1, 6-1                       |
| 1984       | Andrés Gómez                   | Tomáš Šmíd                     | 6-3, 6-2                       |
| 1985       | Andrés Gómez                   | Aaron Krickstein               | 6-3, 6-3, 3-6, 6-4             |
| 1986       | Ramesh Krishnan                | Andrés Gómez                   | 7-6, 6-0, 7-5                  |
| 1987       | Eliot Teltscher                | John Fitzgerald                | 6-7, 3-6, 6-1, 6-2, 7-5        |
| 1988- 1989 | No celebrado                   | No celebrado                   | No celebrado                   |
| 1990       | Pat Cash                       | Alex Antonitsch                | 6-3, 6-4                       |
| 1991       | Richard Krajicek               | Wally Masur                    | 6-2, 3-6, 6-3                  |
| 1992       | Jim Courier                    | Michael Chang                  | 7-5, 6-3                       |
| 1993       | Pete Sampras                   | Jim Courier                    | 6-3, 6-7(1), 7-6(2)            |
| 1994       | Michael Chang                  | Pat Rafter                     | 6-1, 6-3                       |
| 1995       | Michael Chang                  | Jonas Björkman                 | 6-3, 6-1                       |
| 1996       | Pete Sampras                   | Michael Chang                  | 6-4, 3-6, 6-4                  |
| 1997       | Michael Chang                  | Pat Rafter                     | 6-3, 6-3                       |
| 1998       | Kenneth Carlsen                | Byron Black                    | 6-2, 6-0                       |
| 1999       | Andre Agassi                   | Boris Becker                   | 6-7(4), 6-4, 6-4               |
| 2000       | Nicolas Kiefer                 | Mark Philippoussis             | 7-6(4), 2-6, 6-2               |
| 2001       | Marcelo Ríos                   | Rainer Schüttler               | 7-6(3), 6-2                    |
| 2002       | Juan Carlos Ferrero            | Carlos Moyá                    | 6-3, 1-6, 7-6(4)               |
| 2003- 2023 | No celebrado                   | No celebrado                   | No celebrado                   |
| 2024       | Andrey Rublev                  | Emil Ruusuvuori                | 6-4, 6-4                       |
| 2025       | Alexandre Müller               | Kei Nishikori                  | 2-6, 6-1, 6-3                  |

### Individual femenino
| Año        | Campeona                  | Subcampeona         | Resultado        |
| ---------- | ------------------------- | ------------------- | ---------------- |
| 2014       | Sabine Lisicki            | Karolína Plíšková   | 7-5, 6-3         |
| 2015       | Jelena Janković           | Angelique Kerber    | 3-6, 7-6(4), 6-1 |
| 2016       | Caroline Wozniacki        | Kristina Mladenovic | 6-1, 6-7(4), 6-2 |
| 2017       | Anastasiya Pavliuchenkova | Daria Gavrilova     | 5-7, 6-3, 7-6(3) |
| 2018       | Dayana Yastremska         | Qiang Wang          | 6-2, 6-1         |
| 2019- 2022 | No celebrado              | No celebrado        | No celebrado     |
| 2023       | Leylah Fernandez          | Kateřina Siniaková  | 3-6, 6-4, 6-4    |

### Dobles masculino
| Año        | Campeones                              | Subcampeones                      | Resultado                      |
| ---------- | -------------------------------------- | --------------------------------- | ------------------------------ |
| 1973       | Colin Dibley Rod Laver                 | Paul Gerken Brian Gottfried       | 6-3, 5-7, 17-15                |
| 1974       | Final suspendida por la lluvia         | Final suspendida por la lluvia    | Final suspendida por la lluvia |
| 1975       | Tom Okker Ken Rosewall                 | Bob Carmichael Sandy Mayer        | 6-3, 6-4                       |
| 1976       | Hank Pfister Butch Walts               | Anand Amritraj Ilie Năstase       | 6-4, 6-2                       |
| 1977       | Syd Ball Kim Warwick                   | Marty Riessen Roscoe Tanner       | 7-6, 6-3                       |
| 1978       | Mark Edmondson John Marks              | Hank Pfister Brad Rowe            | 5-7, 7-6, 6-1                  |
| 1979       | Pat Dupré Robert Lutz                  | Steve Denton Mark Turpin          | 6-3, 6-4                       |
| 1980       | Peter Fleming Ferdi Taygan             | Bruce Manson Brian Teacher        | 7-5, 6-2                       |
| 1981       | Chris Dunk Chris Mayotte               | Marty Davis Brad Drewett          | 6-4, 7-6                       |
| 1982       | Charles Buzz Strode Morris Skip Strode | Kim Warwick Van Winitsky          | 6-4, 3-6, 6-2                  |
| 1983       | Drew Gitlin Craig Miller               | Sammy Giammalva Jr. Steve Meister | 6-2, 6-2                       |
| 1984       | Ken Flach Robert Seguso                | Mark Edmondson Paul McNamee       | 6-7, 6-3, 7-5                  |
| 1985       | Brad Drewett Kim Warwick               | Jakob Hlasek Tomáš Šmíd           | 3-6, 6-4, 6-2                  |
| 1986       | Mike DePalmer Gary Donnelly            | Pat Cash Mark Kratzmann           | 7-6, 6-7, 7-5                  |
| 1987       | Mark Kratzmann Jim Pugh                | Marty Davis Brad Drewett          | 6-7, 6-4, 6-2                  |
| 1988- 1989 | No celebrado                           | No celebrado                      | No celebrado                   |
| 1990       | Pat Cash Wally Masur                   | Kevin Curren Joey Rive            | 6-3, 6-3                       |
| 1991       | Patrick Galbraith Todd Witsken         | Glenn Michibata Robert Van't Hof  | 6-2, 6-4                       |
| 1992       | Brad Gilbert Jim Grabb                 | Byron Black Byron Talbot          | 6-2, 6-1                       |
| 1993       | David Wheaton Todd Woodbridge          | Sandon Stolle Jason Stoltenberg   | 6-1, 6-3                       |
| 1994       | Jim Grabb Brett Steven                 | Jonas Björkman Pat Rafter         | ret.                           |
| 1995       | Tommy Ho Mark Philippoussis            | John Fitzgerald Anders Järryd     | 6-1, 6-7, 7-6                  |
| 1996       | Patrick Galbraith Andrei Olhovskiy     | Kent Kinnear Dave Randall         | 6-3, 6-7, 7-6                  |
| 1997       | Martin Damm Daniel Vacek               | Karsten Braasch Jeff Tarango      | 6-3, 6-4                       |
| 1998       | Byron Black Alex O'Brien               | Neville Godwin Tuomas Ketola      | 7-5, 6-1                       |
| 1999       | James Greenhalgh Grant Silcock         | Andre Agassi David Wheaton        | ret.                           |
| 2000       | Wayne Black Kevin Ullyett              | Dominik Hrbatý David Prinosil     | 6-1, 6-2                       |
| 2001       | Karsten Braasch André Sá               | Petr Luxa Radek Štěpánek          | 6-0, 7-5                       |
| 2002       | Jan-Michael Gambill Graydon Oliver     | Wayne Arthurs Andrew Kratzmann    | 6-7, 6-4, 7-6                  |
| 2003- 2023 | No celebrado                           | No celebrado                      | No celebrado                   |
| 2024       | Marcelo Arévalo Mate Pavić             | Sander Gillé Joran Vliegen        | 7-6(3), 6-4                    |
| 2025       | Sander Arends Luke Johnson             | Karen Khachanov Andrey Rublev     | 7-5, 4-6, [10-7]               |

### Dobles femenino
| Año        | Campeonas                           | Subcampeonas                              | Resultado         |
| ---------- | ----------------------------------- | ----------------------------------------- | ----------------- |
| 2014       | Karolína Plíšková Kristýna Plíšková | Patricia Mayr-Achleitner Arina Rodionova  | 6-2, 2-6, [12-10] |
| 2015       | Alizé Cornet Yaroslava Shvédova     | Lara Arruabarrena Andreja Klepač          | 7-5, 6-4          |
| 2016       | Hao-Ching Chan Yung-Jan Chan        | Naomi Broady Heather Watson               | 6-3, 6-1          |
| 2017       | Hao-Ching Chan Yung-Jan Chan        | Lu Jiajing Qiang Wang                     | 6-1, 6-1          |
| 2018       | Samantha Stosur Shuai Zhang         | Shuko Aoyama Lidziya Marozava             | 6-4, 6-4          |
| 2019- 2022 | No celebrado                        | No celebrado                              | No celebrado      |
| 2023       | Qianhui Tang Chia-yi Tsao           | Oksana Kalashnikova Aliaksandra Sasnovich | 7-5, 1-6, [11-9]  |